# Idactus tridens
Idactus tridens är en skalbaggsart som beskrevs av Francis Polkinghorne Pascoe 1864. Idactus tridens ingår i släktet Idactus och familjen långhorningar.
Artens utbredningsområde är:
- Malawi.
- Moçambique.
- Zimbabwe.

Inga underarter finns listade i Catalogue of Life.